# Medaille „25. Jubiläum der Befreiung des Vaterlandes“

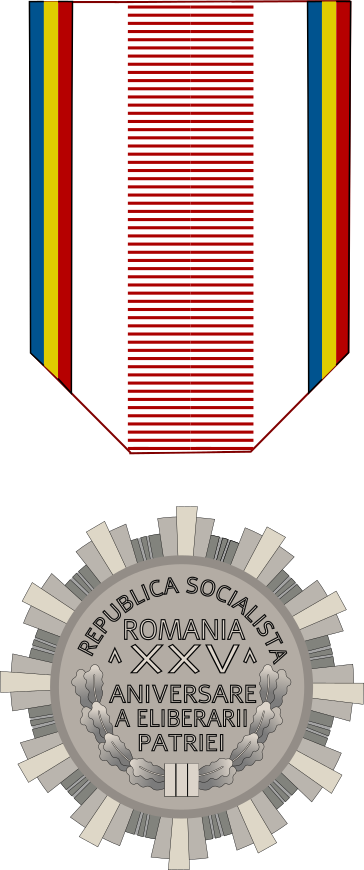
Medaille „25. Jubiläum der Befreiung des Vaterlandes“

Die Medaille 25. Jubiläum der Befreiung des Vaterlandes war eine Medaille der Sozialistischen Republik Rumänien, die 1969 anlässlich des 25. Jahrestages der Etablierung des Sozialismus in Rumänien geschaffen wurde. Sie wurde an In- und Ausländer verliehen.